# Beatriz Flamini
Beatriz Flamini (Madrid, 8 de marzo de 1973) es una deportista extrema y montañista española especialista en  actividades de autoaislamiento y autosuficiencia. Es conocida por su expedición «Timecave» («Cueva del tiempo»), en la que pasó 500 días viviendo en una cueva en Granada, desde noviembre de 2021 hasta abril de 2023.

## Biografía

### Formación y carrera
Flamini se formó como entrenadora deportiva y trabajó como profesora de aeróbic en Madrid. En la década de 1990, participó en exploraciones espeleológicas como fotógrafa. Posteriormente trabajó como socorrista en un refugio de montaña en la Sierra de Gredos. En 2019 proyectó cruzar Mongolia a pie, entrenando en Espigüete, en la  Montaña Palentina. Finalmente, desistió de acometer la expedición al sentirse incapaz de soportar el aislamiento prolongado.
Para prepararse para el aislamiento en el desierto de Mongolia, Flamini quiso batir el récord de 463 días en una cueva establecido por Milutin Veljković, aislándose completamente de toda interacción humana. Para ello, eligió una cueva situada en Gualchos, al norte de Motril en Granada, denominada «sima de los Terrones» (GL 50). La expedición se conoció como la «Cueva del tiempo».

### La «Cueva del tiempo»
El 21 de noviembre de 2021 Flamini accedió a la cueva, donde permaneció aislada 500 días en una sala de unos 12 m de altura a 70 metros de profundidad.
Durante el tiempo que permaneció en el interior, la deportista, sin apenas experiencia en espeleología, podía enviar mensajes a la superficie, pero no recibirlos y tuvo el apoyo de un grupo de voluntarios, que sacaban al exterior los deshechos y le proporcionaban alimentos y cobertura técnica, sin que se produjese, en ningún caso, contacto directo.
La iniciativa formó parte de un proyecto de investigación sobre «el impacto del aislamiento social y la desorientación extrema en la percepción del tiempo», participado por equipos de psicología experimental y fisiología del comportamiento de la Universidad de Granada y especialistas en neuropsicología clínica de la Universidad de Almería y de Kronohealth. También se grabaron imágenes para la elaboración de un documental.

### Ocho días fuera de la cueva
En septiembre de 2022, aproximadamente 300 días después del inicio de su aislamiento, Flamini estuvo ocho días en una tienda de campaña en el exterior de la cueva para que le reparasen el enrutador que la comunicaba a través de un portátil con el equipo científico, accediendo posteriormente al interior hasta completar los 500 días. A pesar de que mantuvo el aislamiento y de que el ordenador no le permitía  recibir información, tan solo realizar pruebas enviadas por los investigadores que la supervisaban y conocer su estado y sus necesidades, el hecho de haber interrumpido el confinamiento en la cueva, y haber tenido contacto con una persona, le habría impedido batir el récord establecido por Veljković.
Flamini salió de la cueva el 14 de abril de 2023.